# Dent Blanche

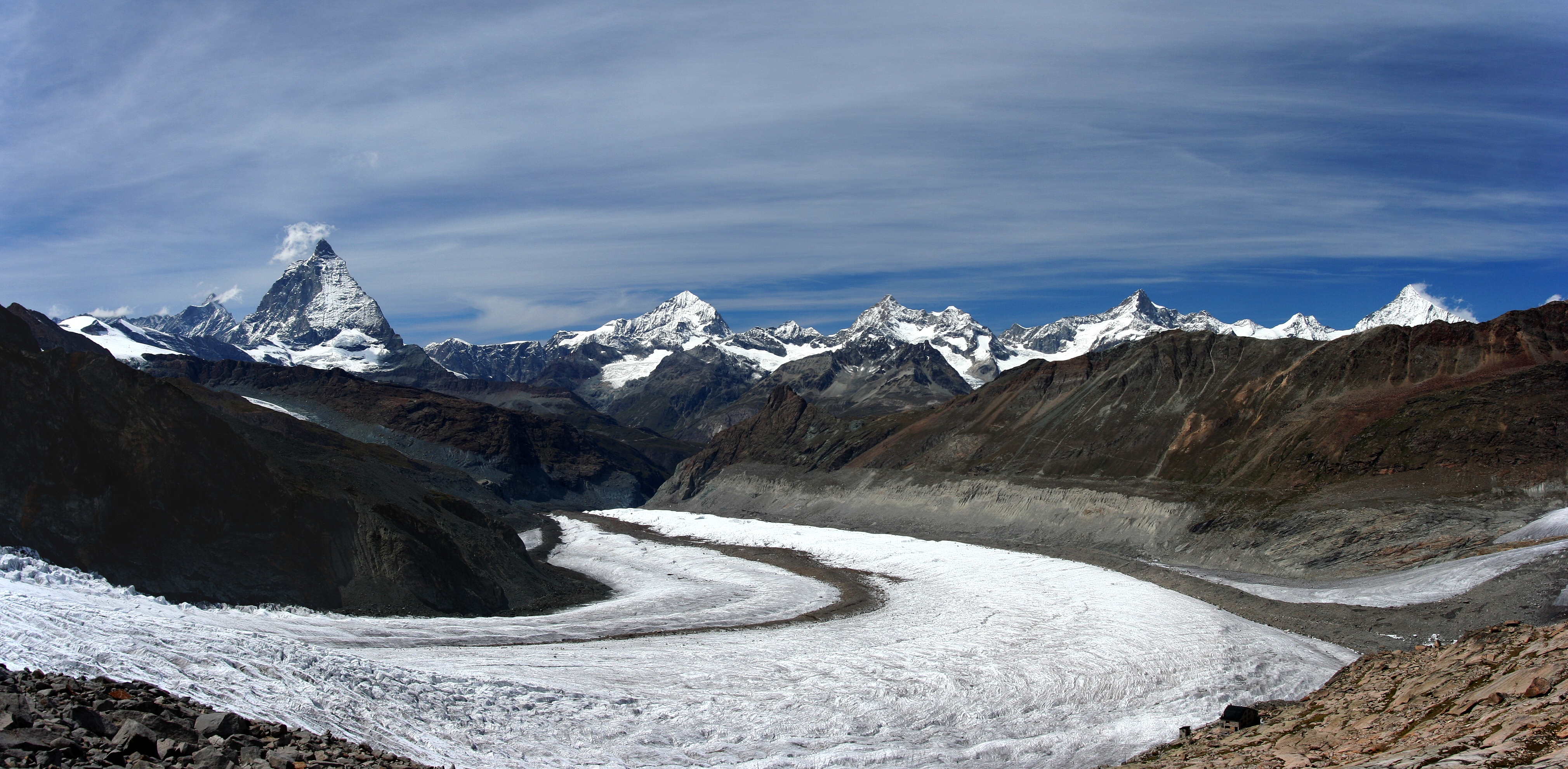
Widok na lodowce Gorner i Grenz. W prawym dolnym rogu schronisko Monte Rosa Hut. W tle szczyty (od lewej): Matterhorn (4478m), Dent Blanche (4356m), Ober Gabelhorn (4062m), Wellenkuppe (3903m), Zinalrothorn (4221m), Weisshorn (4506m).

Dent Blanche (4356 m n.p.m.) – szczyt w Alpach Pennińskich w Szwajcarii, w kantonie Valais. Położony jest na północ od Matterhornu i na zachód od Zermatt. Szczyt otaczają cztery lodowce: Grand Cornier (część Glacier de Zinal) od północnego wschodu, Schönbiel (część Zmuttgletscher), Manzettes (część Glacier de Ferpècle) od południowego zachodu oraz lodowiec Dent Blanche północnego zachodu. Szczyt można zdobyć ze schronisk: Cabane de la Dent Blanche (3507 m), Schönbielhütte (2694 m), Cabane du Mountet (2886 m) oraz Bivouac au Col de la Dent Blanche (3540 m).
Góra została zdobyta po raz pierwszy 18 lipca 1862 r. przez zespół w składzie T. Kennedy, W. Wigram, J. Croz i J. Konig, od południowej strony (niem. Wandfluegrat). Pierwszego zimowego wejścia dokonali P. Crettaz i J. Gaudin 2 marca 1963 r.